# جامعة العلوم الصحية (تركيا)
جامعة العلوم الصحية في تركيا (بالتركية: Sağlık Bilimleri Üniversitesi)‏ هي جامعة حكومية تأسست في اسطنبول.
جامعة العلوم الصحية، التي تم إنشاؤها وفقًا للهدف التأسيسي الأول لـ مكتب طبيه شاهانه (بالتركية: Mekteb-i Tıbbiyye-i Şahane)‏ لتكون جسراًً بين «الماضي والمستقبل»؛ فإنها تقدم أنشطة وفعاليات تعليمية في كل من مجمع مكتب طبيه شاهانه (حيدر باشا) (بالتركية: Mekteb-i Tıbbiyye-i Şahane (Haydarpaşa) Külliyesi)‏، ومجمع كولهانه (بالتركية: Gülhane Külliyesi)‏، ومجمع الصومال (بالتركية: Somali Külliyesi)‏، ومجمع الفلبين (بالتركية: Filipinler Külliyesi)‏ ومجمع السودان (بالتركية: Sudan Külliyesi)‏). بالإضافة إلى ذلك، صدر مرسوم رئاسي بإنشاء كلية طب ابن سينا في بخارى-أوزبكستان.
الجامعة هي الجامعة الحكومية الوحيدة المصرح لها بتقديم أنشطة تعليمية خارج البلد. في الوقت نفسه، تمثل بفخر تركيا في الخارج من خلال كونها الجامعة الوحيدة التي لغتها التعليمية هي التركية.
للجامعة سلطة التعاون مع مؤسسات التعليم العالي في الخارج، بما في ذلك فتح برامج باللغات الأجنبية، وإدارة برامج مشتركة مع مؤسسات التعليم العالي الأجنبية. بالإضافة إلى ذلك، يمكن قبول الطلاب من الخارج في البرامج التي تدرس بالغات الأجنبية. يجوز إنشاء وحدات تابعة للجامعة في الخارج بقرار من مجلس الوزراء بناء على اقتراح مجلس الأمناء وموافقة مجلس الجامعة وموافقة مجلس التعليم العالي. بهذا المعنى؛ تتواصل الجهود لفتح وحدات تعليمية في كل من أفغانستان وفلسطين وباكستان ولبنان.
مستشفيات التدريب والبحث التي وقعت الجامعة معها بروتوكول الاستخدام المشترك، هي أيضًا مركز التطبيق والبحث بالجامعة. ضمن نطاق البروتوكول، هناك 58 مستشفى للتدريب والبحث يتبع للجامعة، 25 منهم في إسطنبول، و15 في أنقرة و18 في المحافظات التركية الأخرى.
بهدف تطوير المنتجات والمواد من قبل الجامعة، لا سيما في نطاق البرامج الصحية وخدمات الاستشارات الصحية وخدمات الهندسة الطبية الحيوية؛ بقرار من مجلس الوزراء الصادر بتاريخ 19.02.2018 من أجل إنشاء «منطقة تطوير التكنولوجيا الصحية بجامعة العلوم الصحية» (بالتركية: Sağlık Bilimleri Üniversitesi Teknoloji Geliştirme Bölgesi Sağlık Teknokenti)‏)، تم تخصيص 55.742.88 متر مربع من المساحة في منطقة Esenyalı التابعة لمقاطعة Pendik في إسطنبول.
تضم الجامعة كلية الطب، كلية الطب الدولي، كلية الصيدلة، كلية التمريض، كلية علوم الحياة، كلية العلوم الصحية، المدرسة المهنية للخدمات الصحية ومعهد العلوم الصحية. بالإضافة إلى ذلك؛ أعلنت جامعة العلوم الصحية بموجب المرسوم الرئاسي الصادر في يونيو 2020 أنها ستنشئ كليات طبية في إزمير وطرابزون وبورصة.

## التاريخ

### خلال الفترة العثمانية
تم بناء مجمع مكتب طبيه شاهانه Mekteb-i Tıbbiyye-i Şahane -حيث الجامعة تقدم تعليمها- من قبل السلطان عبدالحميد الثاني. كانت أول كلية طبية يبنيها السلطان عبدالحميد الثاني. بدأ بنائه في عام 1894 واكتمل في عام 1903. أما افتتاح المبنى فقد تم في يوم الجمعة الموافق ل 6 نوفمبر 1903، والذي كان بدوره يوم مولد السلطان عبدالحميد الثاني.
مكتب طبيه (Mekteb-i Tıbbiye) أصبحت واحدة من كليات الطب الأكثر تقدمًا في العالم في عهد السلطان عبدالحميد الثاني. في الكلية حيث تم تعليم الطلاب من جميع الدول، جاء معظم معلميها من أوروبا أو ممن تم تدريبهم فيها، وكانوا أشخاصًا موثوقين في مجالهم. ويصف الطلبة الذين كانوا يدرسون هنا في مذكراتهم، بأنه كان لكل طالب مجهر خاص به ضمن الجامعة. بالإضافة إلى أنه لم يستطع المسافرون الأجانب والدبلوماسيون والعلماء الذين زاروا الكلية التعبير عن إعجابهم.
يعود التصميم المعماري للمبنى، الذي بدأ التعليم تحت اسم مكتب طبيه شاهانه، إلى المهندسين المعماريين الرائدين في تلك الفترة، ألكسندر فالوري (Alexandre Vallaury) وريموندو دارونكو (Raimondo D'Aronco). تم بناء المبنى بشكل متناغم مع الطراز المعماري لمستشفى حيدر باشا العسكري وثكنة سليمية العسكرية على قطعة أرض مساحتها 80 ألف متر مربع. تبلغ مساحة البناء 54 ألف متر مربع بفناء داخلي مستطيل تحيط به ممرات من أربعة جوانب.
في عام 1909، توحدت المباني الطبية العسكرية والمدنية في الإمبراطورية العثمانية في هذا المبنى في حيدر باشا وشكلوا كلية حيدر باشا الطبية. أخذت المدرسة اسمها من حيدر باشا، الذي أظهر فائدة كبيرة في الحرب العثمانية اليونانية التي اندلعت عندما كان المبنى قيد الإنشاء.
كانت مكتب طبيه شاهانه كلية طبية عسكرية بين 1903-1909 وعملت كليةً طبية مدنية بعد هذا التاريخ. بالإضافة إلى أنها تضم أيضًا منشأة جراحية، فإنها قد ساهمت في تنمية الصيادلة بحديقتها النباتية حيث أنها ساعدت على تقديم صيادلة بفضل هذه النبات الطبية. وتم إنشاء مدرسة بيطرية في المنطقة المجاورة مباشرة للمبنى. تم استخدام مستشفى حيدر باشا العسكري -الواقع مقابله- كمستشفى تدريب للطلاب من خلال ربطه بنفق تحت الأرض وبنظام سكك حديدية بمبنى الكلية. هذه الكلية الطبية التي كانت تقدم تعليمها باللغات الألمانية والفرنسية والتركية خرجت سياسيين والعلماء ذوي قيمة وكفاءة عالية.

### مرحلة ما بعد إعلان الجمهورية
مكتب طبيه شاهانه التي خدمت ككلية طبية حتى عام 1933، تحولت إلى مدرسة حيدرباشا الثانوية بين عامي 1933-1983. في عام 1983، تم تخصيص المبنى لجامعة مرمرة وعمل كمجمع تعليمي يضم كلية الطب أيضاً تحت سقفه.

### التاريخ الحديث
مجمع حيدرباشا الذي تم تخصيصه لجامعة مرمرة، تم إعطاؤوه لجامعة العلوم الصحية بموجب قرار رسمي نشر في الجريدة الرسمية في تاريخ 15 أبريل 2015، وبذلك تكون أول جامعة حكومية صحية.
بعد محاولة الانقلاب في 15 يوليو 2016، تم نقل أكاديمية كولهانه الطبية العسكرية (GATA) إلى جامعة العلوم الصحية بمرسوم، وبذلك استمرت أنشطتها التعليمية دون انقطاع أو انقطاع.
تقوم الكليات الطبية والمدارس المهنية في الجامعة أيضًا بتجنيد الطلاب العسكريين لتدريبهم نيابة عن وزارة الدفاع الوطني ووزارة الداخلية.

## الأهداف
- رفع مستوى الكفاءات على المستويين الوطني والدولي من خلال رفع المعايير التعليمية في مجال الصحة.
- إنتاج العلوم وإنقاذ تركيا من الاعتماد الخارجي من حيث المنتجات التكنولوجية وتقديم هذه المكاسب لخدمة الدول المحتاجة.
- أن تكون جسرًا يرط الماضي إلى المستقبل وفقًا لهدف إنشاءها في المكان التاريخي الذي تمارس التعليم فيه.
- وزيادة جودة الحياة مع كل هذه، والمساهمة في الصحة العامة.

## الأقسام الأكاديمية

### مجمع Mekteb-i Tıbbiyye-i Şahane (إسطنبول- حيدر باشا)
- كلية الطب (حميدية)
- كلية الطب الدولية (حميدية)
- كلية التمريض (حميدية)
- كلية العلوم الصحية (حميدية)
- كلية علوم الحياة (حميدية)
- كلية طب الأسنان (حميدية)
- كلية الصيدلة (حميدية)
- المدرسة المهنية للخدمات الصحية (حميدية)
- معهد العلوم الصحية (حميدية)
- معهد الصحة الرياضية وعلوم الرياضة (حميدية).[8]

### جمع كولهانه (Gülhane Külliyesi) (أنقرة)
- كلية الطب (كولهانه)
- كلية طب الأسنان (كولهانه)
- كلية الصيدلة (كولهانه)
- كلية التمريض (كولهانه)
- كلية العلوم الصحية (كولهانه)
- المدرسة المهنية الصحية (كولهانه)
- معهد العلوم الصحية (كولهانه)
- معهد علوم الصحة الدفاعية (كولهانه)

### مجمعات خارج البلد
- الصومال مقديشو مدرسة رجب طيب أردوغان للخدمات الصحية المهنية (الصومال)
- معهد الخرطوم للعلوم الصحية (السودان)
- مدرسة نيالا للخدمات الصحية المهنية (السودان)
- مدرسة بانجسامورو سلطان كودارات المهنية للخدمات الصحية (مورو / الفلبين)
- كلية الطب في بخارى ابن سينا (بخارى / أوزبيكستان)
- مدرسة بخارى ابن سينا المهنية للخدمات الصحية (بخارى / أوزبيكيستان)

### الوحدات التعليمية الأخرى
- قسم مبادئ أتاتورك وتاريخ الثورة التركية
- قسم التربية البدنية والرياضة
- قسم الفنون الجميلة
- قسم اللغة التركية
- قسم اللغات الأجنبية

### مراكز التطبيق والبحث
- مركز تطبيق وبحوث الدراسات الصحية الأفريقية
- مركز تطبيقات البحوث الصحية في آسيا والمحيط الهادئ
- مركز تطبيق البحوث الصحية والاجتماعية في أوراسيا
- المركز الأوروبي لتطبيق البحوث الصحية والاجتماعية
- مركز تطبيقات وبحوث مكافحة الإدمان
- مركز تطبيقات وبحوث الدراسات الصحية في البلقان
- مركز تطبيق بحوث التغذية والغذاء الآمن
- مركز الإحصاء ثنائي الإحصاء وتطبيق وأبحاث المعلوماتية الحيوية
- مركز تطبيقات وبحوث الطب التجريبي
- مركز تطبيقات وبحوث الطب البحري
- مركز الممارسة الصحية والبحوث لطب الأسنان
- مركز تطبيق وبحوث الطب التقليدي والتكميلي
- مركز الممارسة الصحية والبحوث لطب الأسنان
- مركز جولهان للتصميم والإنتاج الطبي
- مركز أبحاث وبنوك الدم ونقل الدم
- مركز أبحاث الطب الشخصي والعلاج المناعي
- مركز تطبيق وبحوث الخلايا الجذعية والجينية
- مركز تطبيقات وبحوث الطب التجديدي وهندسة الأنسجة
- مركز تطبيق وبحوث الشيخوخة الصحية
- مركز محاكاة خدمات الصحة الدفاعية
- مركز تطبيقات وأبحاث المحاكاة والنمذجة
- مركز دراسات صحة الرياضيين تطبيق وبحوث الأداء الرياضي
- مركز تطبيقات وبحوث التعليم المستمر
- مركز تطبيقات وبحوث التاريخ الطبي
- مركز تطبيقات وأبحاث اللغة التركية والأجنبية (TÖMER)
- مركز تطبيقات وبحوث التعليم عن بعد

## وصلات خارجية
- الفيلم التعريفي بجامعة العلوم الصحية

- عرض افتراضي مستقبلي لمجمع مكتب طبيه شاهانه

- 14 مارس عيد الطب

- الكتلوج العام لجامعة العلوم الصحية